# Československá strana křesťansko-sociální
Československá strana křesťansko-sociální byla československá politická strana vzniklá roku 1929 odtržením levicového křídla okolo Antonína Čuříka od Československé strany lidové. Působila jako reprezentant katolického politického tábora, respektive jeho křesťansko-sociálního proudu.

## Dějiny a ideologie
Strana byla založena roku 1929 odchodem části moravských funkcionářů katolických odborů z ČSL. Předsedou strany a jejím zakladatelem byl Antonín Čuřík. Odborová centrála sdružovala jen na Moravě podle vlastních odhadů až 50 000 členů. Její představitelé byli během 20. let opakovaně v opozici vůči celostátnímu vedení ČSL. Terčem jejich kritiky byla zejména účast ČSL v pravicové vládě panské koalice.
V březnu 1929 čelil Antonín Čuřík za své aktivity kritice zemského výkonného výboru ČSL a bylo mu zakázáno samostatně komentovat politické dění. Za trest byl přesunut pro blížící se parlamentní volby v roce 1929 z 1. na 3. místo na kandidátní listině ČSL v moravskoostravském kraji. Čuřík a jeho stoupenci reagovali odchodem z ČSL, oficiálně vyhlášeným 3. října 1929. Součástí nové strany se stala i odborová ústředna Československé odborové sdružení křesťansko-sociální. V parlamentních volbách roku 1929 kandidovala nová formace na kandidátní listině Hlinkovy slovenské ľudové strany, která tak získala jisté voličské zázemí i v českých zemích. Do Čuříkovy odpadlické strany přešli i představitelé dalších opozičních proudů katolického a agrárního politického tábora, například Cyril Antoš a jeho Sdružení katolických zemědělců a domkářů a četní stoupenci Aloise Kaderky a jeho Československé domkářsko-malozemědělské strany. Ve volbách získala Československá strana křesťansko-sociální 1 mandát v poslanecké sněmovně (pro Antonína Čuříka).
Místopředsedou strany byl Josef Švábenský, generálním tajemníkem Čeněk Landa. Koncem roku 1932 se ke straně formálně připojila formace Aloise Kaderky (Československá domkářsko-malozemědělská strana), a vznikla tak Československá strana křesťansko-sociální a domkářsko-zemědělská. V roce 1933 strana čelila krizi, když stát přestal kvůli zjištěným nesrovnalostem v účetnictví vyplácet její odborové centrále státní podpory v nezaměstnanosti. V této fázi vstoupila do hry vládní Republikánská strana zemědělského a malorolnického lidu (agrární strana), která Čuříkově straně uhradila ztráty a přibrala ji na kandidátní listinu pro parlamentní volby v roce 1935. Iniciátorem této fúze byl agrárnický politik Viktor Stoupal. Československá strana křesťansko-sociální a domkářsko-zemědělská se ovšem kvůli alianci s agrárníky rozpadla, protože stoupenci Aloise Kaderky s ní nesouhlasili. Od roku 1935 tak opět existovala Československá strana křesťansko-sociální. Čuřík obhájil poslanecký mandát a v zemských volbách roku 1935 získal mandát v moravskoslezském zemském zastupitelstvu Josef Švábenský. Strana pak ale aliancí s agrárníky ztratila faktickou samostatnost a její odbory byly pohlceny agrární odborovou organizací. V roce 1937 se Čeněk Landa pokusil o ustavení vlastní politické strany a odešel z Československé strany křesťansko-sociální. Vznikla tak Národní křesťansko-sociální strana, která deklarovala obnovení spolupráce s ČSL. Nevyvíjela ovšem větší aktivitu.

## Volební výsledky
- parlamentní volby v roce 1929 – 1 mandát (v koalici s HSĽS)
- parlamentní volby v roce 1935 – 1 mandát (v koalici s agrární stranou)